# Bistum Pekhon
Das Bistum Pekhon (lat.: Dioecesis Pekhonensis) ist eine in Myanmar gelegene römisch-katholische Diözese mit Sitz in Pekhon.

## Geschichte
Das Bistum Pekhon wurde am 15. Dezember 2005 durch Papst Benedikt XVI. mit der Apostolischen Konstitution Ubi venit aus Gebietsabtretungen des Erzbistums Taunggyi errichtet und diesem als Suffraganbistum unterstellt. Erster Bischof wurde Peter Hla.